# Lethal Weapon (serie de televisión)
Lethal Weapon (conocida como Arma mortal en Latinoamérica y Arma letal en España) es una serie de televisión basada en las películas del mismo nombre creada por Shane Black. La serie se estrenó en Fox el 21 de septiembre de 2016.
El 22 de febrero de 2017, Fox la renovó para una segunda temporada, que se estrenó el 26 de septiembre de 2017. El 13 de mayo de 2018, la serie se renovó para una tercera temporada, con Seann William Scott reemplazando a Clayne Crawford interpretando un nuevo personaje.

## Sinopsis
Roger Murtaugh, un detective con esposa y tres hijos, se asoció con Martin Riggs, un detective más joven y un tanto inestable, cuya esposa e hijo no nacido fueron asesinados recientemente. Mientras que los métodos de Riggs para encerrar a los delincuentes ponen su vida y la de Murtaugh en peligro regularmente, los dos desarrollan respeto y amistad.

## Elenco y personajes

### Principales
- Damon Wayans como Roger Murtaugh.
- Clayne Crawford como Martin Riggs.
- Seann William Scott como Wesley Cole.
- Jordana Brewster como la Dra. Maureen Cahill.
- Keesha Sharp como Trish Murtaugh.
- Johnathan Fernández como Scorsese.
- Michelle Mitchenor como la Detective Sonya Bailey.
- Chandler Kinney como Riana Murtaugh.
- Dante Brown como Roger "RJ" Murtaugh Jr.

### Recurrente
- Floriana Lima como Miranda Riggs (née Delgado).
- Richard Cabral como el Detective Alejandro "Alex" Cruz.
- Tony Plana como Ronnie Delgado.
- Hilarie Burton como Karen Palmer.
- Thomas Lennon como Leo Getz.

## Episodios
| Temporada | Temporada | Episodios | Original                 | Original              | Latinoamérica        | Latinoamérica       | España                   | España                |
| Temporada | Temporada | Episodios | Comienzo                 | Final                 | Comienzo             | Final               | Comienzo                 | Final                 |
| --------- | --------- | --------- | ------------------------ | --------------------- | -------------------- | ------------------- | ------------------------ | --------------------- |
|           | 1         | 18        | 21 de septiembre de 2016 | 15 de marzo de 2017   | 4 de octubre de 2016 | 28 de marzo de 2017 | 22 de septiembre de 2016 | 16 de marzo de 2017   |
|           | 2         | 22        | 26 de septiembre de 2017 | 8 de mayo de 2018     | 3 de octubre de 2017 | 28 de mayo de 2018  | 27 de septiembre de 2018 | 9 de mayo de 2018     |
|           | 3         | 15        | 25 de septiembre de 2018 | 26 de febrero de 2019 | 9 de octubre de 2018 | 12 de marzo de 2019 | 26 de septiembre de 2018 | 27 de febrero de 2019 |

## Producción

### Desarrollo
En octubre de 2015, Fox adquiere el proyecto de adaptación cinematográfica, de la franquicia Letal Weapon, con Matt Miller escribiendo el piloto. El 12 de febrero de 2016, Fox ordena el piloto. El 10 de mayo de 2016, Fox anunció que aceptó el piloto con un pedido inicial de trece episodios, que se emitirán durante la temporada 2016/2017. El 16 de mayo de 2016, durante los Upfronts 2016, Fox anuncia la transmisión de la serie para el otoño de 2016. El 16 de junio de 2016, Fox anuncia la fecha de lanzamiento de la serie el 21 de septiembre de 2016. El 12 de octubre de 2016, Fox ordena cinco episodios adicionales, llevando la temporada a 18 episodios.

### Casting
El 12 de febrero de 2016, Damon Wayans fue elegido para interpretar a Roger Murtaugh. El 19 de febrero de 2016, Golden Brooks sería Trish Murtaugh. El 3 de marzo de 2016, Jordana Brewster fue elegida como la Dra. Maureen Cahill. El 7 de marzo de 2016, Kevin Rahm sería el Capitán Avery. El 10 de marzo de 2016, Clayne Crawford interpretaría a Martin Riggs. El 15 de marzo de 2016, Chandler Kinney interpretaría a Riana Murtaugh. El 17 de marzo de 2016, fue anunciado que Keesha Sharp tomaría el rol de Trish Murtaugh reemplazando a Brooks. Además el 17 de marzo de Johnathan Fernández fue elegido para retratar a Scorsese.

### Rodaje
La serie se filma en Los Ángeles, California.

## Transmisión internacional
En el Reino Unido, ITV comenzó a emitirse el 3 de marzo de 2017. En Australia, en Nine Network se estrenó el 29 de enero de 2017. En Filipinas, fue estrenada el 10 de junio de 2017 en ABS-CBN. En Colombia, se transmite por el Canal 1 los viernes por la noche. En Paraguay, la serie se estrenó el 4 de julio de 2020 por La Tele.

## Recepción

### Críticas
Lethal Weapon ha recibido críticas mixtas de los críticos. En Rotten Tomatoes obtuvo una puntuación de 62% basado en 34 críticas. El consenso dice, "Lethal Weapon overly polished production values and tired narrative are somewhat overcome by solid chemistry between its two leads." En Metacritic, la serie recibió un promedio de 56/100 basado en 24 ctiticas, indicando "críticas mixtas".

## Saga

### Lethal Weapon
En esta película de 1987 de estilo buddy cop, Arma letal en España, Arma mortal en Hispanoamérica, dirigida por Richard Donner y protagonizada por Mel Gibson y Danny Glover, como una pareja de detectives del Departamento de Policía de Los Ángeles, y Gary Busey como su principal adversario. Fue candidata a un premio Óscar al mejor sonido en 1987. Esta película es la primera de una saga que cuenta con otras tres películas, todas protagonizadas por Gibson y Glover, y estrenadas en 1989, 1992 y 1998. La saga, según estimaciones de Forbes llegó a vender 116 457 100 entradas solo en Estados Unidos.

### Lethal Weapon 2
En esta película del año 1989, los enemigos son traficantes y miembros del cuerpo diplomático de Sudáfrica. Martin Riggs se involucra con una joven mujer del servicio diplomático que luego es asesinada. Se descubre también que su primera esposa no murió accidentalmente, sino que fue asesinada por los sudafricanos pensando que era Riggs quien conducía. Se introduce el personaje de Leo Getz (Joe Pesci), quien lavaba dinero de los mafiosos y traficantes, y debe ser protegido por Riggs y Murtaugh.

### Lethal Weapon 3
Un policía corrupto está robando municiones y armas decomisadas. Riggs y Murtaugh se involucran en el caso, a pesar de que Murtaugh piensa en su retiro. Se introduce el personaje de la Agente de Asuntos Internos Lorna Cole (Rene Russo), quien se involucra sentimentalmente con Riggs. En un tiroteo, Murtaugh dispara en defensa propia y hiere de muerte a uno de los amigos de la infancia de su hijo, por lo que se decide a buscar a quien está poniendo las armas en manos de los jóvenes. Leo Getz en esta ocasión es un agente inmobiliario que trata de vender la casa de Murtaugh, pero al final ni se retira Murtaugh de la policía, ni se vende la casa.

### Lethal Weapon 4
En esta ocasión, Martin Riggs y Roger Murtaugh se enfrentan a la mafia china, que falsifica dinero para comprar la libertad de la tríada. Lorna Cole está embarazada de Riggs y la hija de Murtaugh, Rianne, también lo está de un policía, compañero de trabajo de Riggs y Murtaugh, llamado Lee Butters (Chris Rock). El "villano" de esta entrega es Wa Sing Ku (Jet Li), que hará todo lo posible por su hermano mayor y miembro de la tríada.
Leo Getz ahora es detective privado. Al final Cole y Riggs se casan y tienen un hijo, y el capitán Murtaugh se convierte en abuelo.